# Yellow Matter Custard
Yellow Matter Custard ist eine US-amerikanische Beatles-Tribute-Band, die für lediglich zwei Auftritte existierte. Nach Art einer Supergroup setzte sie sich aus vier Mitgliedern zusammen, die zuvor bereits von anderen Bands her bekannt waren.
Für die beiden Shows am 17. und 18. Mai 2003 kamen Mike Portnoy, Neal Morse, Paul Gilbert und Matt Bissonette unter dem Namen Yellow Matter Custard zusammen. Der Bandname stammt aus dem 1967 veröffentlichten Beatles-Song I Am the Walrus: „Yellow matter custard, dripping from a dead dog’s eye“.
Mike Portnoy trat weiterhin in Erscheinung als Initiator der Tribute-Bands Cygnus & The Sea Monsters (Rush) und Hammer of the Gods (Led Zeppelin).
Von dem zweiten Konzert im BB King’s New York ist eine Doppel-CD sowie eine DVD erschienen.

## Diskografie
- 2003: One Night in New York City
- 2011: One More Night In New York City